# European Championships 2022/Teilnehmer (Grönland)
| Gelbes Symbol für Goldmedaillen mit stilisierten Olympischen Ringen | Graues Symbol für Silbermedaillen mit stilisierten Olympischen Ringen | Braundes Symbol für Bronzemedaillen mit stilisierten Olympischen Ringen |
| ------------------------------------------------------------------- | --------------------------------------------------------------------- | ----------------------------------------------------------------------- |
| —                                                                   | —                                                                     | —                                                                       |

Grönland nahm mit einem Athleten an den European Championships 2022 in München teil.
Der Tischtennisspieler Ivik Nielsen trat erstmals bei einer Tischtennis-Europameisterschaft an und ist der erste grönländische Tischtennisspieler bei einer Europameisterschaft. Er verlor alle drei Partien in der Gruppenphase mit 0:3 Sätzen. Nielsen ist laut seinem Trainer der beste Tischtennisspieler in Grönland; dort umfasst die Tischtennis-Community etwa 200 aktive Spieler.

## Teilnehmer nach Sportarten

### Tischtennis
| Athleten                     | Wettbewerb | Gruppenphase         | Gruppenphase | Vorrunde      | Vorrunde      | 1. Runde                         | 1. Runde      | 2. Runde       | 2. Runde      | Achtelfinale  | Achtelfinale  | Viertelfinale | Viertelfinale | Halbfinale    | Halbfinale    | Finale        | Finale        | Rang          |
| Athleten                     | Wettbewerb | Gegner               | Erg.         | Gegner        | Erg.          | Gegner                           | Erg.          | Gegner         | Erg.          | Gegner        | Erg.          | Gegner        | Erg.          | Gegner        | Erg.          | Gegner        | Erg.          | Rang          |
| ---------------------------- | ---------- | -------------------- | ------------ | ------------- | ------------- | -------------------------------- | ------------- | -------------- | ------------- | ------------- | ------------- | ------------- | ------------- | ------------- | ------------- | ------------- | ------------- | ------------- |
| Männer                       |            |                      |              |               |               |                                  |               |                |               |               |               |               |               |               |               |               |               |               |
| Ivik Nielsen                 | Einzel     | Luka Mladenovic      | 0:3          | ausgeschieden | ausgeschieden | ausgeschieden                    | ausgeschieden | ausgeschieden  | ausgeschieden | ausgeschieden | ausgeschieden | ausgeschieden | ausgeschieden | ausgeschieden | ausgeschieden | ausgeschieden | ausgeschieden | ausgeschieden |
| Ivik Nielsen                 | Einzel     | Martin Buch Andersen | 0:3          | ausgeschieden | ausgeschieden | ausgeschieden                    | ausgeschieden | ausgeschieden  | ausgeschieden | ausgeschieden | ausgeschieden | ausgeschieden | ausgeschieden | ausgeschieden | ausgeschieden | ausgeschieden | ausgeschieden | ausgeschieden |
| Ivik Nielsen                 | Einzel     | Deni Kožul           | 0:3          | ausgeschieden | ausgeschieden | ausgeschieden                    | ausgeschieden | ausgeschieden  | ausgeschieden | ausgeschieden | ausgeschieden | ausgeschieden | ausgeschieden | ausgeschieden | ausgeschieden | ausgeschieden | ausgeschieden | ausgeschieden |
| Ivik Nielsen Daniels Kogans  | Doppel     | —                    | —            | —             | —             | Konstantinopoulos / Sgouropoulos | 0:3           | ausgeschieden  | ausgeschieden | ausgeschieden | ausgeschieden | ausgeschieden | ausgeschieden | ausgeschieden | ausgeschieden | ausgeschieden | ausgeschieden | 33            |
| Mixed                        |            |                      |              |               |               |                                  |               |                |               |               |               |               |               |               |               |               |               |               |
| Ivik Nielsen Sabina Musajeva | Doppel     | —                    | —            | —             | —             | Karabaxhak / Zeqiri              | 3:1           | Oláh / Eerland | 0:3           | ausgeschieden | ausgeschieden | ausgeschieden | ausgeschieden | ausgeschieden | ausgeschieden | ausgeschieden | ausgeschieden | 33            |

## Weblink
- Ergebnisse für Grönland. European Championships 2022 (archiviert).